# Botanički vrt Majorelle
Botanički vrt Majorelle (arapski: حديقة ماجوريل) je botanički vrt i umjetnički krajolik u Marrakechu. Vrt je osmišljen i dizajniran od strane francuskog umjetnika Jacquesa Majorellea u 1920-im i 1930-im, tijekom kolonijalnog razdoblja kada je Maroko bio protektorat Francuske.

## Povijest
Od 1947. godine, vrt je otvoren za javnost. Od 1980. godine vrt se nalazi u vlasništvu Yves Saint-Laurenta i Pierra Bergéa. Nakon što je Yves Saint Laurent umro 2008. godine, njegov pepeo je prosut po botaničkom vrtu. U vrtu se također nalazi i islamski muzej, u čijoj kolekciji se nalazi skupocjeni sjevernoafrički tekstil iz Saint-Laurentove osobne zbirke, kao i razne keramike, nakit i umjetničke slike Majorellea. Posebna nijansa podebljane plave boje koju je u velikoj mjeri koristio u vrtu Jacques Majorelle, dobila je ime po njemu - bleu Majorelle. U vrtu se nalaze biljke sa svih pet kontinenata, uglavnom su to kaktusi i bugenvilije.